# 海陆之间 (2016年电影)
《海陆之间》（西班牙語：La ciénaga: Entre el mar y la tierra）是一部2016年的哥伦比亚剧情片，由马诺罗·克鲁兹（Manolo Cruz）、卡洛斯·德尔·卡斯帝罗（Carlos del Castillo）执导，马诺罗·克鲁兹同时也担任编剧一职，乔治·曹、薇姬·赫尔南德兹、薇薇安娜·瑟尔纳、米勒·威尔加拉等人主演。此片在2016年圣丹斯电影节的世界电影戏剧比赛进行部分放映，并获得了世界电影戏剧特别评审团表演奖。

## 演员阵容
- 乔治·曹（西班牙语：Jorge Cao）
- 马诺罗·克鲁兹（Manolo Cruz）饰演 阿尔贝托（Alberto）
- 薇姬·赫尔南德兹（英语：Vicky Hernández） 饰演 柔莎（Rosa）
- 薇薇安娜·瑟尔纳（英语：Viviana Serna） 饰演 吉塞尔（Giselle）
- 米勒·威尔加拉（西班牙语：Mile Vergara）

## 奖项与提名
| 年份   | 颁奖机构     | 届次               | 奖项                         | 得奖人                         | 结果 | 备注 |
| ------ | ------------ | ------------------ | ---------------------------- | ------------------------------ | ---- | ---- |
| 2016年 | 圣丹斯电影节 | 2016年圣丹斯电影节 | 世界电影戏剧特别评审团表演奖 | 薇薇安娜·瑟尔纳、马诺罗·克鲁兹 | 獲獎 |      |